# 権泰夏

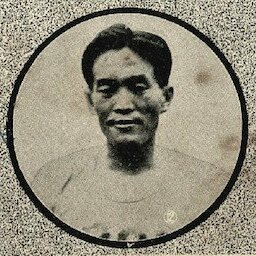
1932年

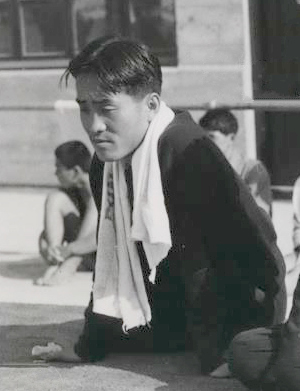
ロサンゼルスオリンピック時の権泰夏

権 泰夏（クォン・テハ、ごん たいか、1906年6月2日 - 1971年10月10日）は、朝鮮半島出身の陸上競技選手。1932年ロサンゼルスオリンピック 男子マラソン代表。明治大学卒業。ロサンゼルスオリンピック当時、朝鮮半島は日本に併合されていたため、6位に入賞した金恩培と共に日本代表として出場した。

## 人物・来歴
忠清道の清州出身。裕福な家の出身で、京城（現：ソウル）にある徽文高等普通学校（内地の中学校に該当）に入学したが中退し、内地の立命館中学校に留学、卒業後明治大学法学部に入学した。明治大学時代は1927年からは毎年箱根駅伝に出場。4区を走った1928年と7区を走った1930年には区間新記録で区間賞を獲得している。このほか、ラグビーもおこなっていたという。
1932年に卒業した後は京城に下宿し、陸上競技の名門校として知られた養正高等普通学校とトレーニングをともにする生活を送った。同年5月8日に行われたロサンゼルスオリンピックのマラソン朝鮮予選会で初マラソンを走り、2時間35分12秒で優勝する。5月25日に東京で行われた最終予選では、大方の予想を覆して2時間36分50秒の記録で優勝し、オリンピックの代表に選ばれた。同じレースで2位となった金恩培、ボクシングの黄乙秀とともに、朝鮮民族では最初のオリンピック代表選手となった。
8月のオリンピック本番では酷暑の中、9位となる。ゴールのロサンゼルス・メモリアル・コロシアムに戻ってきたときにはすっかり体力を消耗し、ゴール前10mほどの場所で動けなくなってしまう。観客からの声援が起こる中、助けに駆け寄ったスタッフの目前で権は気力を振り絞って歩き出し、ゴールするとともに倒れ込んで担架で搬送された。このゴールの模様は観客に強い印象を与え、入賞した津田晴一郎や金恩培よりも地元メディアでは大きく扱われることになった。大日本体育協会が大会後に刊行した『第十回オリンピック大会報告』においても特に1ページの半分を割いてその模様が掲載され、ゴールの箇所は「殊にあのゴール前の光景は、ただただ胸をしめつけられる気がするだけで、座を起（た）つ気力もなくただ茫然」と形容されている。
しかし、このオリンピックでの滞米中に、同じマラソン代表だった津田晴一郎との間でトラブルが起きる。コーチも兼任していた津田は、他の2人に対して作戦として自分の後ろを走るよう命じていたという。しかしレース本番で権と金がそれに従わなかったために、想定外のペースとなった津田は期待された成績を収められなかったという形で批判がなされた。これに対して権は強く反発し、津田と同じ船で帰国することを拒否。そのままスポーツの強豪校であった南カリフォルニア大学に留学して体育学を専攻した。
留学中にも権は故国の陸上競技の情報を入手しており、1933年には養正高普に在籍していた孫基禎を「次のオリンピック候補」として推薦する手紙を、同校の陸上部に送っている。孫は後年、この手紙がマラソンに打ち込む要因になったと述べている。1936年ベルリンオリンピックの代表に孫と南昇竜が決まったあと、コーチに選任された津田晴一郎について「勝つためにはコーチから外すべきだ」という論説を朝鮮の新聞に投稿したほか、同趣旨の手紙を織田幹雄や孫、南らに送っている。孫や南も津田に対して疑問を呈したこともあり、最終的に津田はコーチを辞任した。孫と南はベルリンでそれぞれ金と銅のメダルを獲得した。
戦後は韓国に居住。日本からの解放後に、金恩培・孫基禎・南昇竜とともに「朝鮮マラソン普及会」を組織して（朝鮮戦争により解散）委員長を務めたほか、1961年には大韓陸上競技連盟の会長に就任するなど、陸上競技関係の役職を歴任した。